# Marktregeln für die Durchführung der Bilanzkreisabrechnung Strom
Die Marktregeln für die Durchführung der Bilanzkreisabrechnung Strom (MaBiS) sind ein Beschluss der Bundesnetzagentur. Mit diesem Beschluss reguliert die Behörde alle mit der Bilanzkreisabrechnung in Zusammenhang stehenden Geschäftsprozesse und Marktkommunikation. Durch die Regulierung sind die Vorgaben verbindlich durch die Marktteilnehmer umzusetzen.

## Geschichte
Die Marktliberalisierung, also die freie Wahl des Stromlieferanten unabhängig vom Netzbetreiber, machte eine Regelung erforderlich, wie der von einem Lieferanten durch ein fremdes Netz durchgeleitete Strom abgerechnet wird, insbesondere für den Fall, dass die Netzbetreiber nicht die Energiemenge aus dem Bilanzkreis eines Lieferanten entnommen haben, welche der Netzbetreiber zuvor in der Zuordnungsliste gemeldet hat. Die Zuordnungsliste ist die für die Bilanzierung verbindliche Liste, welche der Netzbetreiber vor dem Liefermonat als Grundlage dem Lieferanten sendet. Der Mehr- oder Minderverbrauch des Kunden, im Vergleich zur Prognose des Netzbetreibers (Wert aus der Zuordnungsliste), ist nicht mit der Bilanzkreisabrechnung verknüpft. Diese Energiemengen verrechnet der Netzbetreiber über die Mehr-Mindermengen Abrechnung. Durch die Differenzen aus den vom Netzbetreiber vor dem Liefermonat in der Zuordnungsliste gemeldeten Prognosedaten zu den nach dem Liefermonat vom Netzbetreiber tatsächlich bilanzierten Mengen, kam es immer wieder zu Abweichungen, welche durch teure Ausgleichsenergie abgedeckt werden mussten. Diese wurden dann am Ende dem Lieferanten zugeordnet. Durch die MaBiS können diese Probleme nun aufgedeckt werden und im Falle von Abweichungen werden sie dem Netzbetreiber zugerechnet.
Die Zuordnungsliste als Grundlage muss dem Lieferanten am 16. Werktag des Monats vor Liefermonat vorliegen. (Siehe hierzu GPKE / GeLi.) Liegt diese nicht vor, so fehlt die Grundlage für die Bilanzierung. Eine Energieeinstellung durch den Lieferanten muss hier dann nicht stattfinden. In diesem Fall trägt der Netzbetreiber die Rechnung.

### Datenaustausch und Mengenbilanzierung (DuM)
Mit der Richtlinie Datenaustausch und Mengenbilanzierung (DuM) wurde der erste verbindliche Rahmen geschaffen für eine automatisierbare Abrechnung eines Bilanzkreises für das Medium Strom. Herausgegeben wurde DuM im Jahre 2005 von der damaligen Organisation Verband der Netzbetreiber (VDN). Recht schnell zeigten sich die Mängel der DuM in Gestalt ihrer zu geringen Regelungstiefe und der fehlenden Verzahnung zu den Vorprozessen Geschäftsprozesse zur Kundenbelieferung mit Elektrizität (GPKE), weshalb 2007 die Arbeiten an einem Nachfolger begannen.

### Marktregeln für die Durchführung der Bilanzkreisabrechnung Strom (MaBiS)

#### MaBiS 1.0 und 2.0
Die MaBiS 1.0 trat am 1. April 2011 in Kraft. Sie baut auf der DuM auf. Beim Nachfolger MaBiS wurde insbesondere Wert gelegt auf einen vollautomatischen elektronischen Datenaustausch, der alle wesentlichen Prozesse umfasst, also nicht nur die Bilanzkreisabrechnung, sondern auch die Klärungsprozesse zur Zuordnung der Differenzen. Hierzu wurden die bestehenden EDIFACT-Nachrichtentypen auf den deutschen Energiemarkt präzisiert und weitere Nachrichtentypen neu aufgenommen, um alle wesentlichen Prozesse auch automatisiert abwickeln zu können.
Zum 1. April 2014 trat die MaBiS 2.0 in Kraft. Die nachfolgenden Punkte entsprechen den wichtigsten prozessualen Änderungen:
- Versionierung von Normlastprofilen
- Austausch von Clearinglisten für die Deltazeitreihe (BIKO → VNB)
- Austausch von Clearinglisten für den Bilanzkreisausgleichssaldo (BIKO → BKV)
- Aktivierung der Netzzeitreihen gegenüber dem Nachbar-VNB (bisher nur gegenüber dem BIKO)
- Bilanzkreiszuordnungslisten werden bei Abo-Anforderung nur übermittelt, wenn es im betroffenen Bilanzierungsmonat Änderungen gab
- Integration der zuvor bereits gültigen ergänzenden Dokumente (unter anderem Umsetzungsfragen, Wirkungs des MaBiS-Status)

#### MaBiS 3.0 (aktuell)
Zum 1. Dezember 2019 trat die MaBiS 3.0 im Zuge der Umstellung MaKo 2020 in Kraft. Folgende wichtige Neuerungen ergaben sich hier:
- Eintritt neue Marktrolle ÜNB. Diesem kommt nun die Aggregationsverantwortung, also Summenbildung und Bilanzierung aller Marktlokationen mit iMS zu.

- Einführung von Kategorien:
  - Kategorie A: alle MaBiS-Zeitreihen, die vom Netzbetreiber monatlich erstellt werden müssen.
  - Kategorie B: alle MaBiS-Zeitreihen, die vom ÜNB monatlich erstellt werden müssen.
  - Kategorie C: alle MaBiS-Zeitreihen, die vom ÜNB täglich erstellt werden müssen.
- Die Bilanzierungsgebietssummenzeitreihe (BG-SZR) wurde als neue MaBiS-Zeitreihe eingeführt, die vom ÜNB an den BIKO (Bilanzkreiskoordinator) und an den Netzbetreiber geschickt werden muss. Darin enthalten ist die Summe sämtlicher Marktlokationen mit iMS in einem Bilanzierungsgebiet.
- Die monatlichen Fristen für die Erstellung der MaBiS wurden wegen der Teilnahme eines neuen Marktpartners am Prozess etwas gestreckt und vereinfacht.
- Mit dem Deltazeitreihenübertrag wurde nun ein neues Instrument für das Clearing von Zeitreihen zwischen Netzbetreiber und ÜNB geschaffen.
- Das Clearing (Bilanzierungskorrektur) und Versenden von Statusnachrichten wurde wesentlich vereinfacht, so dass es nun möglich ist, innerhalb der Bilanzkreisabrechnung und Korrekturbilanzkreisabrechnung (bis 8 Monate nach erster Bilanzierung), jederzeit eine korrigierte Zeitreihe zu versenden, die dann auch jederzeit vom Bilanzkreisverantwortlichen positiv geprüft werden kann.

## Nachrichtentypen
Folgende EDIFACT-Nachrichtentypen kommen in folgenden Verwendungszweckkombinationen zum Einsatz bei MaBiS:
| Nachrichtentyp | Vergleich            | Verwendungszweck BGM-DE1001                                    |
| -------------- | -------------------- | -------------------------------------------------------------- |
| APERAK         | alt, bereits bei DuM | 313 = Anwendungssystemfehlermeldung                            |
| CONTRL         | alt, bereits bei DuM | -/-                                                            |
| IFTSTA         | neu mit MaBiS        | Z03 = Prüf-/Datenstatus                                        |
| MSCONS         | alt, bereits bei DuM | 7 = Prozessdatenbericht                                        |
| MSCONS         | neu mit MaBiS        | BK = Zeitreihen im Rahmen der Bilanzkreisabrechnung            |
| MSCONS         | neu mit MaBiS        | Z06 = Normiertes Lastprofil                                    |
| MSCONS         | neu mit MaBiS 2.0    | Z16 = Profilschar                                              |
| ORDERS         | neu mit MaBiS        | E40 = Bilanzkreiszuordnungsliste                               |
| ORDERS         | neu mit MaBiS        | Z05 = Lieferantenclearingliste                                 |
| ORDERS         | neu mit MaBiS        | Z19 = Normiertes Lastprofil/Profilschar                        |
| ORDERS         | neu mit MaBiS 3.0    | Z34 = Reklamation von Werten                                   |
| PRICAT         | neu mit MaBiS        | Z04 = Ausgleichsenergie                                        |
| UTILMD         | neu mit MaBiS        | E40 = Bilanzkreiszuordnungsliste                               |
| UTILMD         | neu mit MaBiS        | Z05 = Lieferantenclearingliste                                 |
| UTILMD         | neu mit MaBiS        | Z07 = Aktivierung/Deaktivierung von Bilanzierungszählpunkt(en) |
| UTILMD         | neu mit MaBiS        | Z08 = Neuzuordnung von Zählpunkt(en)                           |
| UTILMD         | neu mit MaBiS 2.0    | Z18 = Profildefinition(en)                                     |
| UTILMD         | neu mit MaBiS 2.0    | Z17 = Zuordnungsermächtigung                                   |